# Ravensberger Mulde
Die Ravensberger Mulde (auch: Ravensberger Hügelland)
ist ein 1021,3 km² großes Gebiet im Nordosten Nordrhein-Westfalens und zum kleineren Teil im angrenzenden Niedersachsen. Sie liegt überwiegend im Regierungsbezirk Detmold von Ostwestfalen-Lippe.
In der naturräumlichen Gliederung Deutschlands ist sie eine Haupteinheit 4. Ordnung und Teil der Großregion 3. Ordnung Niedersächsisches Bergland. Sie umfasst die hügelige Beckenlandschaft zwischen Wiehengebirge im Norden, Lipper Bergland im Osten, Teutoburger Wald im Süden und Osnabrücker Hügelland im Westen. Der Kernraum der Ravensberger Mulde ist fast deckungsgleich mit dem Gebiet der Kulturlandschaft des Ravensberger Landes.

## Abgrenzung
Die Abgrenzung eines Naturraums kann nur selten eindeutig und linear vorgenommen werden, da hierbei verschiedene Merkmale (Gelände und Klima, Boden, Geologie, Wasserhaushalt, Flora und Fauna) berücksichtigt werden und man je nach deren Gewichtung zu unterschiedlichen Ergebnissen kommen kann. Dies trifft auch für die Ravensberger Mulde zu, denn vor allem nach Osten bestehen Übergangsbereiche zu den benachbarten Naturräumen.
Nach Norden, Süden und Südwesten dagegen sind die Grenzen des Hügellandes eindeutig zu bestimmen; sie liegen hier an den klar auszumachenden Gebirgsfüßen von Wiehengebirge und Teutoburger Wald. Nach Westen schließt sich das Osnabrücker Hügelland an, hier gibt es keinen so scharfen Übergang. Die Scheidelinie verläuft etwa westlich der Meller Stadtteile Buer, Mitte und Wellingholzhausen. Im Osten und Südosten besteht eine enge Verzahnung mit dem Lipper Bergland. Der engstmögliche Grenzverlauf folgt ungefähr der Werre (ab Lage) und liegt dabei zunächst etwa 2 km westlich, ab Herford östlich und ab Löhne bis zu 8 km südlich des Flussbettes. Manchmal werden auch die flacheren westlichen Teile des Lipper Berglandes zur Ravensberger Mulde gerechnet, selten auch das schon jenseits der Weseraue gelegene Hügelland südlich der Westfälischen Pforte.
In der Ravensberger Mulde liegen somit ganz oder größerenteils alle Kommunen des Kreises Herford außer Vlotho, weiterhin die kreisfreie Stadt Bielefeld (Nordhälfte mit Stadtzentrum), Bad Oeynhausen und Hüllhorst (beide im Kreis Minden-Lübbecke), Leopoldshöhe (Kreis Lippe), Werther (Kreis Gütersloh) und das niedersächsische Melle (Landkreis Osnabrück). Im weiteren Sinne kann auch  das Gebiet der lippischen Kommunen Bad Salzuflen, Detmold, Dörentrup, Lage, Oerlinghausen (Ortsteil Helpup) und Lemgo sowie Porta Westfalicas ganz oder teilweise hinzugezählt werden.

## Naturräumliche Gliederung
Das Ravensberger Hügelland gliedert sich von Nord (West nach Ost) nach Süd (West nach Ost) wie folgt:
- (zu Niedersächsisches Bergland)
- (zu 53 Unteres Weserbergland)
  -     - 531 Ravensberger Hügelland
      - 531.0 Quernheimer Hügel- und Bergland (Norden)
        - 531.00 Meesdorfer Höhen
        - 531.01 Quernheimer Hügelland

      - 531.1 Else-Werre-Niederung (Mitte)
        - 531.10 Else-Niederung
        - 531.11 Werre-Niederung

      - 531.2 Herforder Hügelland (Süden)
        - 531.20 Krukum-Bünder Platten- und Hügelland
        - 531.21 Oeynhausener Hügelland
        - 531.22 Neuenkirchener Hügelland
        - 531.23 Herforder Platten- und Hügelland
        - 531.24 Stieghorster Osning-Vorland

## Naturräumliche Merkmale

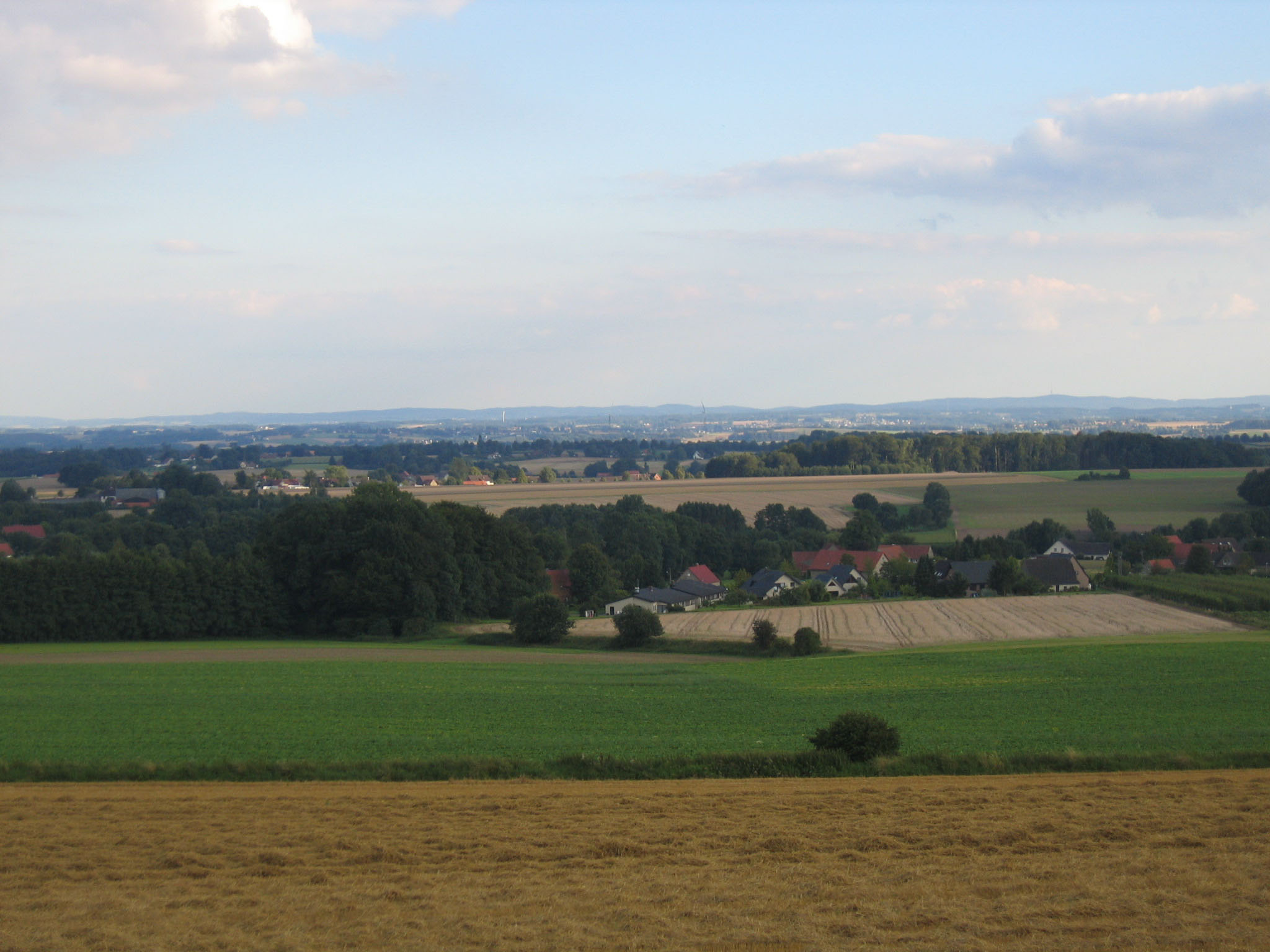
Die Ravensberger Mulde von Rödinghausen aus gesehen. Im Hintergrund Teutoburger Wald

Die Ravensberger Mulde wird von Mittelgebirgen umrahmt.

Die Ravensberger Mulde ist ein leichtwelliges, zwischen 50 und 140 m ü. NN liegendes Hügelland, das von den umliegenden, bis über 300 m hohen Bergländern markant umrahmt wird.
Zahlreiche kleine, von Menschenhand geformte Kastentäler (sogenannte Sieke) schneiden oft unvermittelt und tief in das sonst nur schwach kuppierte Land ein. Vor dem Eingriff des Menschen haben die zahlreichen Bäche bereits zahlreiche V-Täler geschaffen und die einst ebene Fläche in ein viele flache, schildförmige Rücken und Kuppen umfassendes Hügelland umgestaltet. Bauern haben die meisten dieser Täler, um Weideland zu schaffen, durch Abstich der Grasplaggen, die zur Düngung und als Viehfutter genutzt wurden, zu den ebenen und oft rechtwinkligen Sieken verbreitert und die darin eventuell befindlichen Wasserläufe an den Rand des Tales verlegt. Da die Täler dennoch – auch ohne Wasserlauf – bodenfeucht sind, werden sie überwiegend als Weideland genutzt. Die ursprünglichen V-Täler sind nur noch in den wenig verbliebenen Waldgebieten erhalten. Ein Beispiel dafür ist das Nachtigallental.
Im Untergrund finden sich im Wesentlichen Liasplatten (Tonschiefer), die vor rund 180 Millionen Jahren auf dem Grund eines flachen, warmen Meeres abgelagert wurden und entsprechend viele Versteinerungen wie Ammoniten, Schnecken und Muscheln aufweisen. Die Liastone sind von Sand, Lehm und Kies überlagert, die jedoch nur selten zutage treten. Über den wasserundurchlässigen Liastonen – das Gebiet ist deshalb bodenfeucht –  hat sich diese geröllhaltige Deckschicht im Quartär durch eiszeitliche Eisbedeckung und Eisverschiebung gebildet. Weitere Hinterlassenschaft der Eiszeiten sind die häufig anzutreffenden und häufig aus Skandinavien stammenden Findlinge. Über diesen Schichten hat sich in der letzten Eiszeit (Weichselkaltzeit), beginnend vor etwa 70.000 Jahren, eine geschlossene, durchschnittlich einen bis fünf Meter starke Lößschicht abgelagert. Das Gebiet gehört damit zu den lößbedeckten Börden, zu denen auch die Jülicher, Soester und Magdeburger Börde gehört. Der Löß ist eine poröse, Feuchtigkeit speichernde, leichte und leicht zu bearbeitende Braunerde, die zwar durch Auswaschung recht kalkarm ist, aber insgesamt doch zu den fruchtbarsten Ackerböden überhaupt gehört.

Flusssystem der Werre

Entwässert wird das Gebiet fast gänzlich durch die Werre und ihre Nebenflüsse, wovon Else und Aa die bedeutendsten sind. Tatsächlich ist die Ravensberger Mulde im weiteren Sinne, sieht man von den Randbereichen der Mittelgebirge ab, weitgehend deckungsgleich mit dem Gebiet des Else-Werre-Flusssystems. Allerdings werden der Oberlauf der Werre und der Bereich ihres Nebenflusses Bega, obwohl ähnlich aufgebautes Hügelland, meistens zum Lipper Bergland gerechnet.
Das Elsetal und der Unterlauf der Werre bilden die tiefliegende, in westöstlicher Richtung verlaufende Urstromtal der Else-Werre-Niederung, das auch als Osnabrücker Tal bezeichnet wird. Von den Niederterrassen beiderseits der Else und Werre wurde der fruchtbare Löß abgeschwemmt und dafür Sand, Lehm und Geröll (Terrassenschotter) angeschwemmt. Teilweise tritt aber auch direkt der alte Talboden, die Grundmoräne oder Lias-Tonstein zutage. Die Böden sind weitaus weniger fruchtbar als das Lößhügelland. Direkt entlang der Flüsse erstrecken sich meist feuchte Auen, die vor Begradigung und Eindeichung, von den davor mäandernden Flüssen regelmäßig überschwemmt wurden und daher von einer bis zu zwei Meter starken Lehmschicht bedeckt sind.
Nördlich des Osnabrücker Tals steigt die Quernheimer Bucht (auch: Quernheimer Hügelland) allmählich zum Wiehengebirgsfuß an. Der weite südlich angrenzende tiefgelegene Bereich wird Herforder Bucht oder Herforder Mulde genannt.
Die höchstgelegenen Gebiete der Ravensberger Mulde liegen mit Lagen von etwa 150 bis über 200 m an den Rändern, dort wo die Mittelgebirge anschließen. Auf der Steinegge im Übergangsbereich zum Lipper Bergland werden 256 m erreicht. Etwas mehr im Kernbereich liegt der Schweichler Berg mit 165 m Höhe, der allerdings geologisch betrachtet als Teil des Herforder Keupervorsprungs ebenfalls eine Fortsetzung des Lipper Berglandes ist, aber u. a. wegen seiner Lage westlich der Werre dennoch zum Hügelland gezählt wird.
Das Klima ist atlantisch. Die vorherrschende natürliche Waldgesellschaft ist die des Eichen-Hainbuchenwaldes.
Siehe auch: Klima in Ostwestfalen-Lippe

## Siedlungsgeschichte
Die überwiegend fruchtbaren Böden und die geschützte Lage zwischen den Mittelgebirgen führten in der Ravensberger Mulde zu frühzeitiger Besiedlung und intensiver landwirtschaftlicher Nutzung, wodurch die ursprüngliche Vegetation fast völlig einer kleinräumigen Kulturlandschaft gewichen ist. Die verkehrsgünstige Lage zwischen Bielefelder Pass und Porta Westfalica beförderte Handel und Wirtschaft. In der frühen Neuzeit setzte die Protoindustrialisierung mit dem Leinengewerbe als Grundlage ein, sie wurde im 19. Jh. durch eine intensive und vielfältige Industrialisierung abgelöst. Heute gehört die Landschaft zu den dichtestbesiedelten Gebieten Deutschlands.

## Naturschutzgebiete
| Bezeichnung | Berg/Gebirgsteil/Kommune | Fläche | Landkreis | Koordinaten                 |
| ----------- | ------------------------ | ------ | --------- | --------------------------- |
| Im Wischen  | Melle                    | 12 ha  | Osnabrück | 52° 14′ 18″ N, 8° 26′ 12″ O |